# Patrick MacDowell
Pour les articles homonymes, voir MacDowell.
Patrick MacDowell est un sculpteur britannique d'origine nord-irlandaise né en 1799 et mort en 1870.
Il a été élu membre de la Royal Academy (RA) le 10 février 1846.